# 센히메

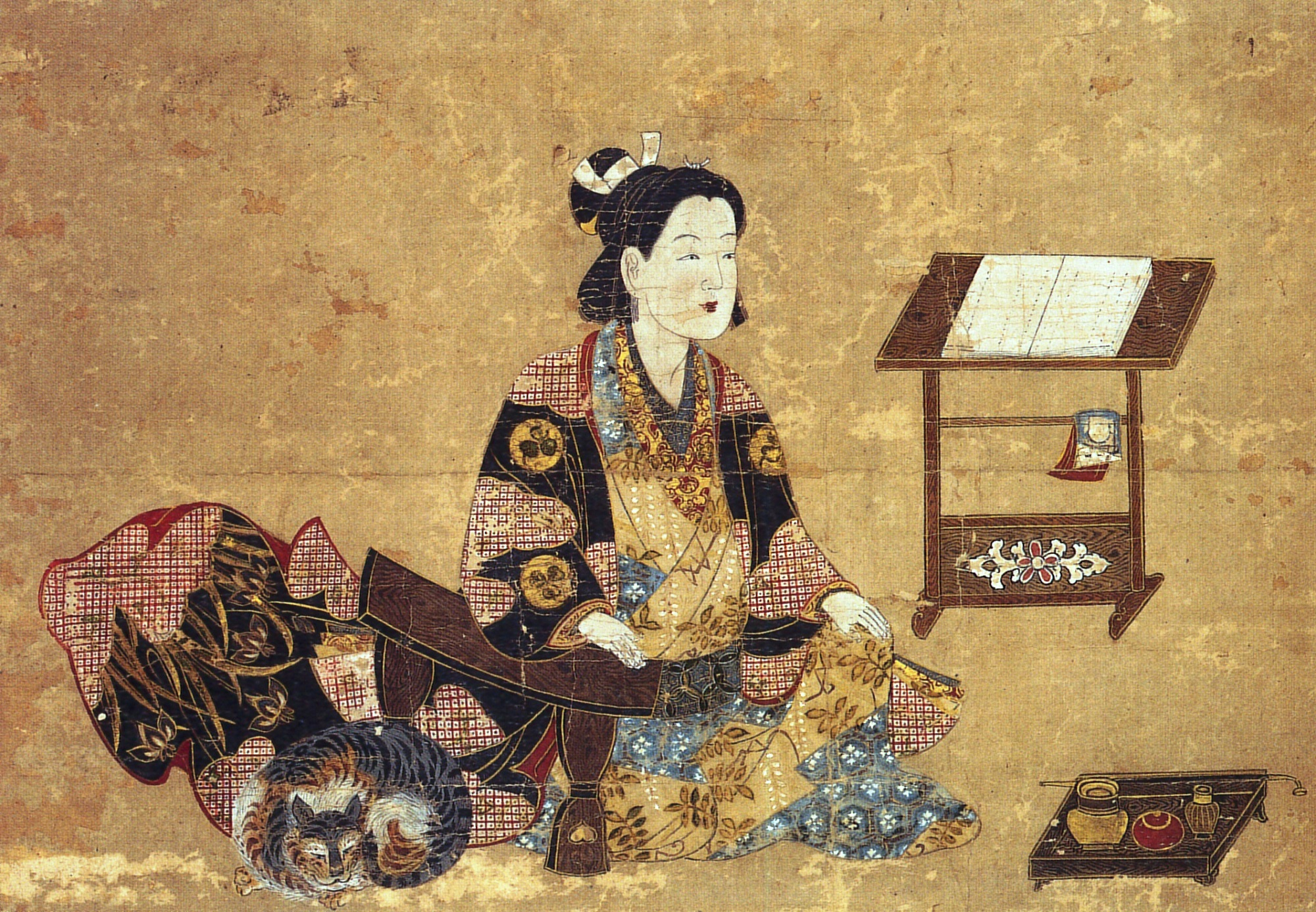
센히메 초상화

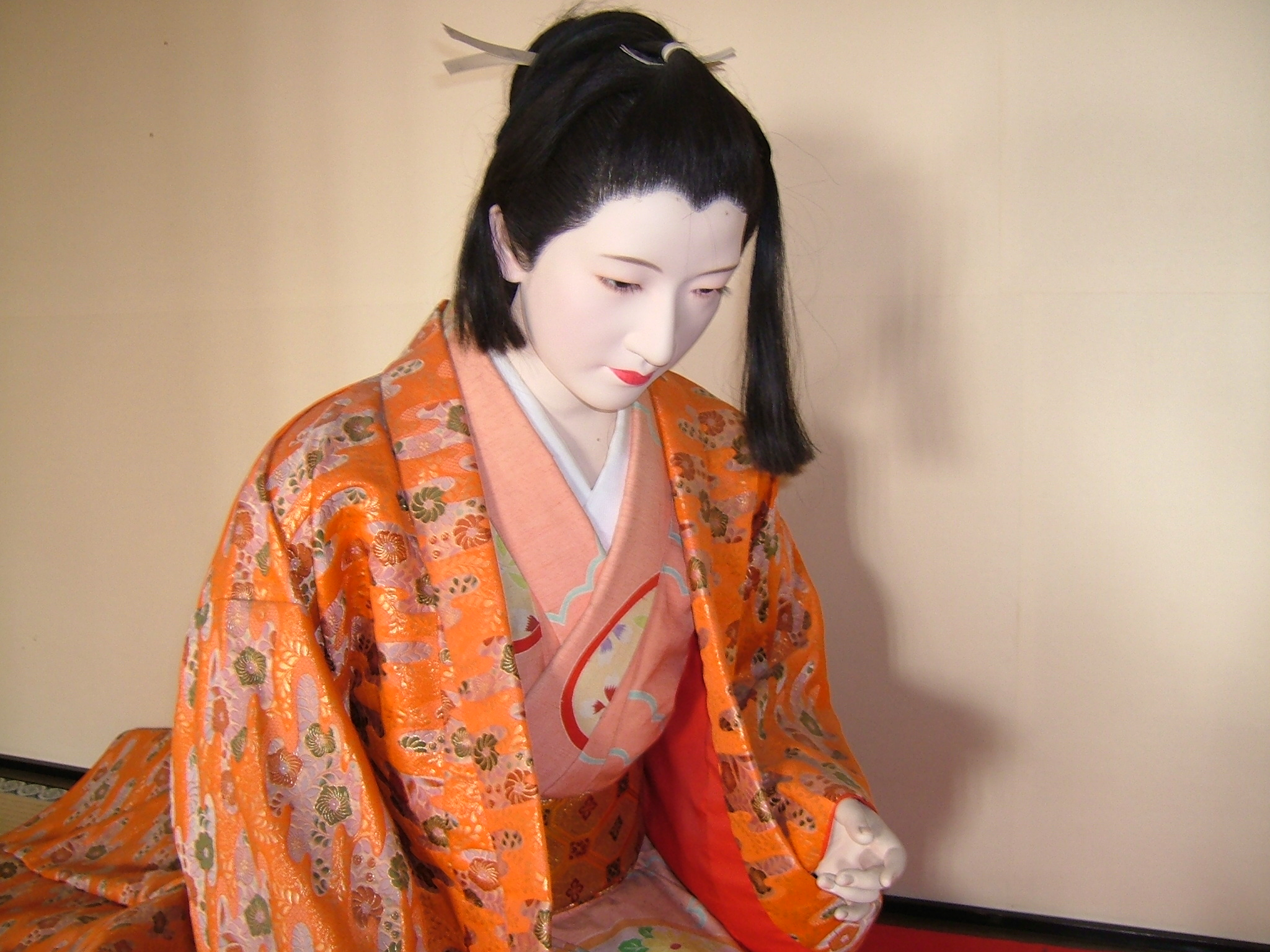
히메지성의 센히메 모형

센히메(千姫, 게이초 2년 4월 11일(1597년 5월 26일) - 간분 6년 2월 6일(1666년 3월 11일))는 아즈치 모모야마 시대 - 에도 시대의 인물로, 에도 바쿠후 2대 쇼군인 도쿠가와 히데타다(徳川秀忠)의 장녀이자 도쿠가와 이에야스(徳川家康)의 손녀로 도요토미 히데요리(豊臣秀頼), 후의 혼다 다다토키(本多忠刻)의 정실이다. 원호는 덴주인(天樹院)이다.
도요토미 가문과 도쿠가와 가문의 정쟁에 휘말려 정략결혼의 희생물이 된 그녀의 일생은 각종 소설, 영화, 드라마의 소재가 되고 있다.

## 일생

### 첫 결혼
게이초 2년(1597년) 야마시로국(山城国) 후시미성(伏見城)의 도쿠가와 저택에서 도쿠가와 이에야스의 후계자인 도쿠가와 히데타다와 그의 정실 에요(江与) 사이의 장녀로 태어났다. 유모는 교부쿄노 쓰보네(刑部卿局)이다.

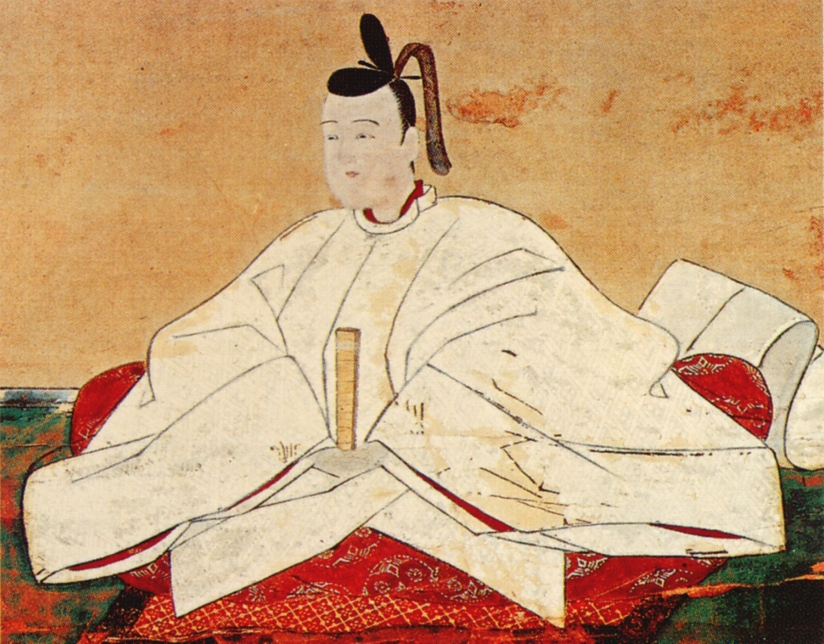
도요토미 히데요리

게이초 8년(1603년) 3월 24일 센히메의 조부 도쿠가와 이에야스는 도요토미 정권 휘하의 고다이로(五大老)의 일원이라는 지위에서 벗어나 도요토미 가문을 제치고 세이이타이쇼군(征夷大將軍)에 취임하여 에도에 바쿠후를 설립하였다. 같은 해 센히메는 7세의 나이로 도요토미 히데요시(豊臣秀吉)의 외아들이자 도요토미 가문의 당주인 히데요리(秀頼)와 혼인하여 오사카성(大坂城)에 입성하였다. 히데요리의 생모는 센히메의 생모 에요의 언니인 요도도노(淀殿; 차차)로, 히데요리와 센히메는 사촌 남매간이기도 하였다. 두 부부 관계는 원만하였던 것으로 알려져 있으나 자녀는 없었다.
게이초 10년(1605년) 도쿠가와 이에야스가 오고쇼(大御所)로 물러나고 센히메의 아버지 도쿠가와 히데타다가 2대 쇼군으로 취임하였다.
게이초 19년(1614년) 도요토미 가문과 도쿠가와 가문이 결별하면서 오사카 전투가 발발하였다. 게이초 19년의 오사카 겨울 전투(大坂冬の陣), 게이초 20년의 오사카 여름 전투(大坂夏の陣)를 거치면서 패배한 도요토미 가문은 당주 도요토미 히데요리와 히데요리의 생모 요도도노가 함께 자살하면서 멸망하였으나 센히메는 도쿠가와 이에야스에 의해 구출되었다. 이후 도요토미 히데요리와 측실 사이에서 출생한 나아히메(奈阿姫)가 처형당할 위기에 놓이자 센히메는 나아히메를 자신의 양녀로 삼아 구하기도 하였다. 나아히메는 덴슈니(天秀尼)라는 법명을 받고 불문에 귀의한 뒤 1645년 36세로 자녀 없이 요절하여 도요토미 가문은 단절되었다.

### 혼다 다다토키와의 재혼
겐나 2년(1616년) 구와나 번(桑名藩)의 번주이자 혼다 다다카쓰(本多忠勝)의 손자인 혼다 다다토키와 재혼하였고 동시에 화장비 명목으로 10만 석의 영지를 받았다. 이 때 쓰와노 번(津和野藩)의 번주인 사카자키 나오모리(坂崎直盛)가 구와나 번으로 향하는 센히메의 혼례 행렬을 덮쳐 센히메의 가마를 탈취하려는 계획을 세웠다가 발각당하여 사카자키 나오모리는 할복하고 사카자키씨는 개역(改易) 처분을 당하는 센히메 사건(千姫事件)이 발생하였다. 이후 쓰와노 번은 시카노 번주였던 가메이 마사노리가 수여받게 된다.

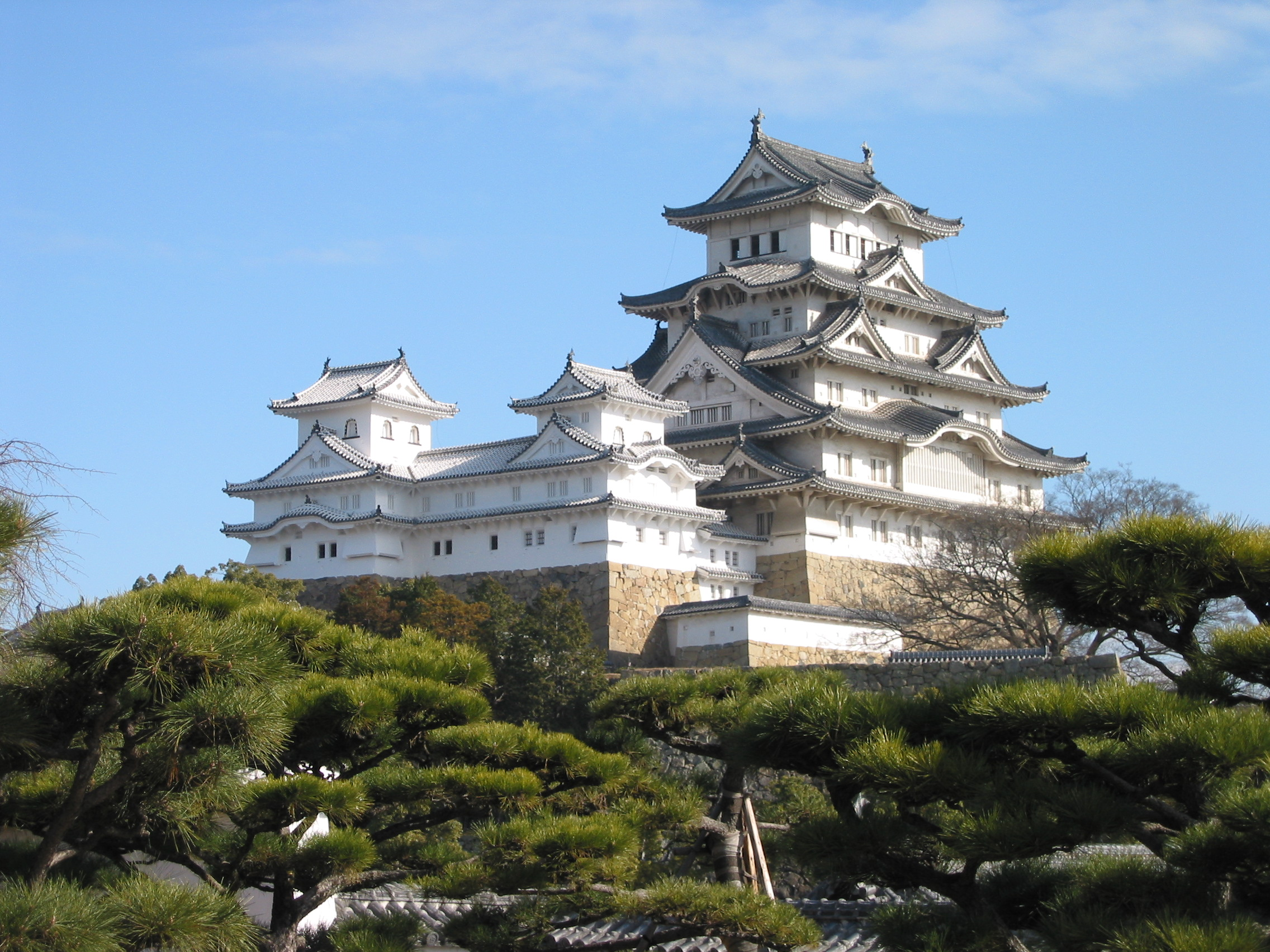
히메지 성

겐나 3년(1617년) 혼다 가문이 하리마(播磨) 히메지(姫路)로 영지가 변경되면서 남편 혼다 다다토키와 함께 8월 28일 히메지성(姫路城)으로 거처를 옮겼다. 이듬해인 겐나 4년(1618년)에는 장녀 가쓰히메(勝姫), 겐나 5년(1619년) 장남 고치요(幸千代)가 태어나는 등 혼다 다다토키와 센히메는 금슬도 좋았지만, 겐나 7년(1621년) 아들 고치요가 세 살의 나이로 사망하고 간에이 3년(1626년) 남편 혼다 다다토키와 어머니 에요가 연이어 사망하자 딸 가쓰히메와 함께 혼다 가문을 나와 친정 에도 성(江戸城)으로 되돌아왔다. 불교에 입문하여 덴주인이라는 법명을 받은 센히메는 가쓰히메와 함께 에도의 다케바시 저택에서 거처하였다.
가쓰히메는 간에이 5년(1628년) 외조부 도쿠가와 히데타다의 양녀가 되어 이케다 미쓰마사(池田光政)와 혼인하였다.

## 같이 보기
- 도요토미 히데요리